# Provincia de Berkán
La provincia de Berkán es una de las provincias de Marruecos, en la región administrativa Oriental. Tiene una superficie de 1985 kilómetros cuadrados y 289 137 habitantes censados en 2014.

## División administrativa
La provincia de Berkán consta de seis municipios y diez comunas:

### Municipios
- Ahfir
- Ain Erreggada
- Aklim
- Berkán
- Bouhdila
- Saidía
- Sidi Slimane Echcharraa

### Comunas
- Aghbal
- Boughriba
- Chouihia
- Fezouane
- Jrawa
- Laatamna
- Madagh
- Rislane
- Sidi Bouhria
- Tafoughalt
- Zegzel